# Étienne Desmarteau
Étienne Desmarteau (4. února 1873 Boucherville – 29. října 1905 Montreal) byl kanadský atlet, olympijský vítěz v hodu břemenem z roku 1904.

## Sportovní kariéra
Byl členem policie v Montrealu. V roce 1902 zvítězil v mistrovství USA v hodu břemenem. Připravoval se na start na olympiádě v St. Louis v roce 1904. Nedostal sice dovolenou, ale rozhodl se odjet, což znamenalo ztrátu zaměstnání. Na olympiádě startoval v hodu břemenem. Prvním pokusem dosáhl výkon 10,46 m, což znamenalo vítězství. Po návratu do Montrealu se mu dostalo ovací, které si ovšem dlouho neužil, o rok později zemřel na břišní tyfus.